# Monte Ruegg
Il Monte Ruegg (in lingua inglese: Mount Ruegg) è la vetta più elevata (1.870 m) che si innalza sullo spartiacque tra il Ghiacciaio DeAngelo e il Ghiacciaio Moubray, nei Monti dell'Ammiragliato, in Antartide. 
La denominazione è stata assegnata dal New Zealand Antarctic Place-Names Committee (NZ-APC) in onore del capitano Harold Ruegg (1902-1990), consulente nautico del "Marine Department" della Nuova Zelanda, che si era recato in visita nell'area del Mare di Ross nel 1956.